# Віялохвістка самоанська
Віялохвістка самоанська (Rhipidura nebulosa) — вид горобцеподібних птахів родини віялохвісткових (Rhipiduridae).

## Поширення
Ендемік Самоа. Поширений на островах Саваї та Уполу. Його природними середовищами існування є субтропічні або тропічні вологі низинні ліси та субтропічні або тропічні вологі гірські ліси.

## Підвиди
- Rhipidura nebulosa altera Mayr 1931 - о. Саваї;
- Rhipidura nebulosa nebulosa Peale 1848 - о. Уполу.